# 昭苏滇紫草
昭苏滇紫草（学名：Onosma echioides）为紫草科滇紫草属的植物。分布在法国、喜马拉雅山地、克什米尔、俄罗斯以及中国大陆的新疆等地，目前尚未由人工引种栽培。